# キルヒハイムボーランデン
キルヒハイムボーランデン (独: Kirchheimbolanden) は、ドイツ連邦共和国ラインラント＝プファルツ州ドナースベルク郡にある市で、同郡の郡庁所在地である。またキルヒハイムボーランデン連合自治体 (独: Verbandsgemeinde Kirchheimbolanden) の行政庁所在地でもある。
ヴォルムスから西へ約25km、カイザースラウテルンから北東へ約30kmの位置にある。
市名前半部の Kirchheim は774年までさかのぼることが出来る。1368年に都市となり、シュポンハイム家により多くの塔と壁により守りが固められた。ベルギー・スウェーデン・デンマークそしてノルウェーの王家、そしてルクセンブルク大公家の祖先であるナッサウ公ヴィルヘルムはこの市で生まれた。

## 姉妹都市
- - ルーアン (Louhans) （フランス、1976年）
- - レノン (伊: Renon、独: Ritten) （イタリア、1966年）
- - チェルニャホフスク (Tschernjachowsk) （ロシア、2002年）